# Туя, Алессандро
Алесса́ндро Ту́я (итал. Alessandro Tuia; род. 8 июня 1990, Чивита-Кастеллана, Лацио) — итальянский футболист, центральный защитник клуба «Кремонезе».

## Клубная карьера
Туя — продукт академии «Лацио» и бывший капитан молодежной команды, бывший приглашенным тренировать с основой в сезоне 2008/2009. Он совершил свой дебют в Серии А 31 мая 2009, когда вышел на замену во втором тайме игры против «Ювентуса», в которой «Лацио» потерпел поражение со счетом 2-0.
Летом 2009 он отправился в аренду в клуб третьего итальянского дивизиона «Монца», с целью получить первый опыт. Аренда была продлена летом 2010 года.
В августе 2011 «Лацио» и «Фолиньо» заключили договор о совместном владении правами на игрока. После окончания сезона 2011/2012 Туя вернулся в «Лацио» и сразу был продан в «Салернитану» с другой сделкой о совместном владении.
В июне 2014 «Лацио» отказался от своих 50 % прав на футболиста.

### Международная карьера
Туя был капитаном сборной Италии до 17 лет.